# Réalisme (revue)

Réalisme est une revue mensuelle publiée à Paris de juillet 1856 à mai 1857. Créée par Louis Edmond Duranty et Jules Assezat, elle se consacre à la critique littéraire et artistique.

## Description
Cette revue est décrite comme « un périodique à peu près mensuel, de seize compactes pages in-4°, très combatif, consacré à la seule critique littéraire ». Militant en faveur du réalisme, les auteurs s'attaquent à la « conception romantique du roman » et à « ceux qui croient que le but du roman est d'amuser». Son cofondateur, Louis Edmond Duranty, demande au roman de couvrir les divers aspects de la vie : 

« Beaucoup de romanciers, non réalistes, ont la manie de faire exclusivement dans leurs œuvres l'histoire des âmes et non celle des hommes tout entiers. […] Or, au contraire, la société apparaît avec de grandes divisions ou professions qui font l'homme et lui donnent une physionomie plus saillante encore que celle qui lui est faite par ses instincts naturels; les principales passions de l'homme s'attachent à sa profession sociale, elle exerce une pression sur ses idées, ses désirs, son but, ses actions. »